# 侏鮋
侏鮋，為輻鰭魚綱鮋形目鮋亞目鮋科的其中一種，為熱帶海水魚，分布於西大西洋美國佛羅里達到安地列斯群島海域，棲息深度36-90公尺，體長可達6.4公分，棲息在底層水域，生活習性不明。